# Chacheng (socken i Kina, Guangxi)
Chacheng (kinesiska: 茶城乡, 茶城) är en socken i Kina. Den ligger i den autonoma regionen Guangxi, i den södra delen av landet, omkring 270 kilometer nordost om regionhuvudstaden Nanning. Antalet invånare är 9600. Befolkningen består av 4 518 kvinnor och 5 082 män. Barn under 15 år utgör 14,0 %, vuxna 15-64 år 71 %, och äldre över 65 år 14,0 %.
Genomsnittlig årsnederbörd är 2 319 millimeter. Den regnigaste månaden är juni, med i genomsnitt 485 mm nederbörd, och den torraste är oktober, med 51 mm nederbörd.